# Abies forrestii
Abies forrestii, el abeto de Forrest, es una especie de conífera perteneciente a la familia Pinaceae.
Es endémica de China.

## Descripción
Es un árbol que alcanza los 40 metros de altura, de tronco derecho y redondo, copa claramente cónica. Cuando joven la corteza es suave y gris marrón, con los años se hace marron oscura y agrietada longitudinalmente. Las hojas son de color verde oscuro, brotan en densas espirales. Las piñas son laterales, apretadas, cilíndricas de 10–20 cm de longitud y 3–5 cm de ancho, tienen un ápice obtuso o deprimido.

## Taxonomía
Abies forrestii fue descrita por Charles Coltman-Rogers y publicado en The Gardeners' Chronicle, ser. 3 65: 150. 1919.
Etimología
Abies: nombre genérico que viene del nombre latino de Abies alba.
forrestii: epíteto otorgado en honor del botánico escocés George Forrest (1873–1932).
Variedades
- Abies forrestii var. ferreana (Bordères & Gaussen) Farjon & Silba
- Abies forrestii var. forrestii
- Abies forrestii var. georgei (Orr) Farjon
- Abies forrestii var. smithii Viguié & Gaussen

Sinonimia
- Abies delavayi var. forrestii (Coltm.-Rog.) A.B.Jacks.[7]

var. ferreana (Bordères & Gaussen) Farjon & Silba
- Abies chayuensis W.C.Cheng & L.K.Fu
- Abies ferreana Bordères & Gaussen
- Abies ferreana var. longibracteata L.K.Fu & Nan Li
- Abies forrestii subsp. chayuensis (W.C.Cheng & L.K.Fu) Silba
- Abies forrestii subsp. ferreana (Bordères & Gaussen) Silba
- Abies forrestii subsp. longibracteata (L.K.Fu & Nan Li) Silba
- Abies forrestii var. chayuensis (W.C.Cheng & L.K.Fu) Silba
- Abies rolii Bordères & Gaussen
- Abies yuana Bordères & Gaussen

var. forresti
- Abies delavayi Diels
- Abies forrestii Craib
- Abies georgei Hand.-Mazz.
- Abies chengii Rushforth
- Abies forrestii var. chengii (Rushforth) Silba
- Abies forrestii subsp. chengii (Rushforth) Silba

var. georgei (Orr) Farjon
- Abies delavayi var. georgei (Orr) Melville
- Abies georgei Orr
- Abies georgei subsp. wumongensis Silba

var. smithii R.Vig. & Gaussen
- Abies delavayi var. smithii (Viguié & Gaussen) Tang S.Liu
- Abies georgei subsp. smithii (Viguié & Gaussen) Silba
- Abies georgei var. smithii (Viguié & Gaussen) C.Y.Cheng, W.C.Cheng & L.K.Fu[12]